# 高柳信英
- 高柳信英
- 髙栁信英

高柳 信英（たかやなぎ のぶひで、1952年10月26日 - ）は、元アマチュア野球選手である。ポジションは捕手。字形の異なる髙栁 信英と表記されることもある。実弟は元プロ野球選手の高柳秀樹。

## 来歴・人物
茨城県鉾田市出身。国士舘高校では1970年夏の甲子園都予選で準々決勝に進むが、帝京商工に敗退。卒業後は国士舘大学に入学する。東都大学野球リーグでは在学中二部リーグにとどまるが、1974年秋季リーグで優勝、入替戦で日大を降し翌年からの一部リーグ昇格を決める。
大学卒業後は、社会人野球の日本楽器チームに入団する。チームでは捕手として6年間プレーし、1976年の都市対抗では大昭和製紙の補強選手として、大会初出場を果たす。1979年の都市対抗は久保真一郎、藤原仁らとバッテリーを組み準決勝に進む。三菱重工広島に敗退するが、首位打者を獲得し大会優秀選手に選ばれる。翌1980年の社会人野球日本選手権では主将を務め決勝に進むが、日本鋼管福山の田村忠義に抑えられ準優勝にとどまる。
1981年のシーズンをもって現役を引退し、9年間コーチと助監督を務めた。1997年から1998年と2006年から2010年までにヤマハの監督を務め、都市対抗野球への出場を7回、社会人野球日本選手権への出場を3回果たし、両大会を通じて、5回チームをベスト8に導いた。
その後は、ヤマハで副部長とスカウトを務めた後に、2012年から静岡産業大学の監督を務めた。
現在は静岡県野球協会の理事を務める。